# 膳夫王
膳夫王（かしわでおう、生年不詳 - 神亀6年2月12日（729年3月16日））は、奈良時代の皇族。名は膳王、膳部王とも記される。左大臣・長屋王の子。位階は従四位下。

## 経歴
天武天皇の曾孫にあたる三世王であったが、元明朝の霊亀元年（715年）2月に長屋王と吉備内親王（元明天皇の娘）との間に生まれた子女は皇孫として扱う詔勅が出され、弟の桑田王・葛木王らとともに二世王待遇となる。この対応に関して、当時は文武天皇の皇子・首皇子（のち聖武天皇。膳夫王と同じく元明天皇の孫にあたる）が皇太子に立っていたが、元明天皇が藤原氏を母に持つ首皇子の即位に消極的になり、これに対抗して同じ孫ながら皇族を両親に持つ膳夫王らを皇嗣に推そうとしたとの見解もある。少なくとも、膳夫王らも一定程度の皇位継承権を持つことは意識されていたらしく、首皇子に万一の事態が発生した場合に皇嗣に浮上する可能性があったと考えられる。結局、同年9月に中継ぎの天皇として元正天皇（元明天皇の娘）が即位することとなり、首皇子は皇太子のまま据え置かれた。
神亀元年（724年）聖武天皇が即位すると、膳夫王は二世王としての蔭位により、无位から従四位下に直叙される。神亀4年（727年）聖武天皇と光明皇后の間に基王が生まれて生後1ヶ月ほどで皇太子に立てられるが、翌神亀5年（728年）9月に基王は夭折してしまう。こうして聖武系の皇位継承不安が現実のものとなった中で、神亀6年（729年）2月に密告によって長屋王が謀反の疑いをかけられる。長屋王は自邸を六衛府の兵士に包囲された上で、同じ皇親の舎人・新田部両親王らから罪を追及されて自殺させられる。同時に膳夫王も吉備内親王や弟たちとともに縊死した（長屋王の変）。
『万葉集』に神亀5年（728年）の聖武天皇の難波宮行幸の際に詠んだ和歌作品が残されている。また、作者は不明ながら膳部王（膳夫王）の死を悼んだ和歌も採録されている。

## 系譜
- 父：長屋王
- 母：吉備内親王
- 生母不詳の子女
  - 男子：正月王[11]